# Ermite anthophile
Phaethornis anthophilus
Espèce
Statut de conservation UICN

 LC  : Préoccupation mineure
Statut CITES
L'Ermite anthophile, Phaethornis anthophilus, est une espèce de colibris de la sous-famille des Phaethornithinae.

## Distribution
L'ermite anthophile est présent au Panama, au Venezuela et en Colombie.

Carte de répartition de l'espèce